# PC-lint
PC-lint es una herramienta lint comercial desarrollada por Gimpel Software para los lenguajes de programación C/C++. La herramienta realiza un análisis estático de software, buscando e indicando errores y posibles problemas en el código fuente del programa.
PC-lint es una herramienta de línea de comandos para los sistemas operativos Windows y MS-DOS. La herramienta puede ser integrada en varios IDEs como herramienta externa. La versión multiplataforma de PC-lint se denomina FlexeLint.
Desde la versión 9.00a es capaz de analizar la correcta exclusión mutua en programas multihilo. También es capaz de analizar el código según un conjunto específico de reglas o recomendaciones, como las de MISRA C y MISRA C++.